# Ахдзник

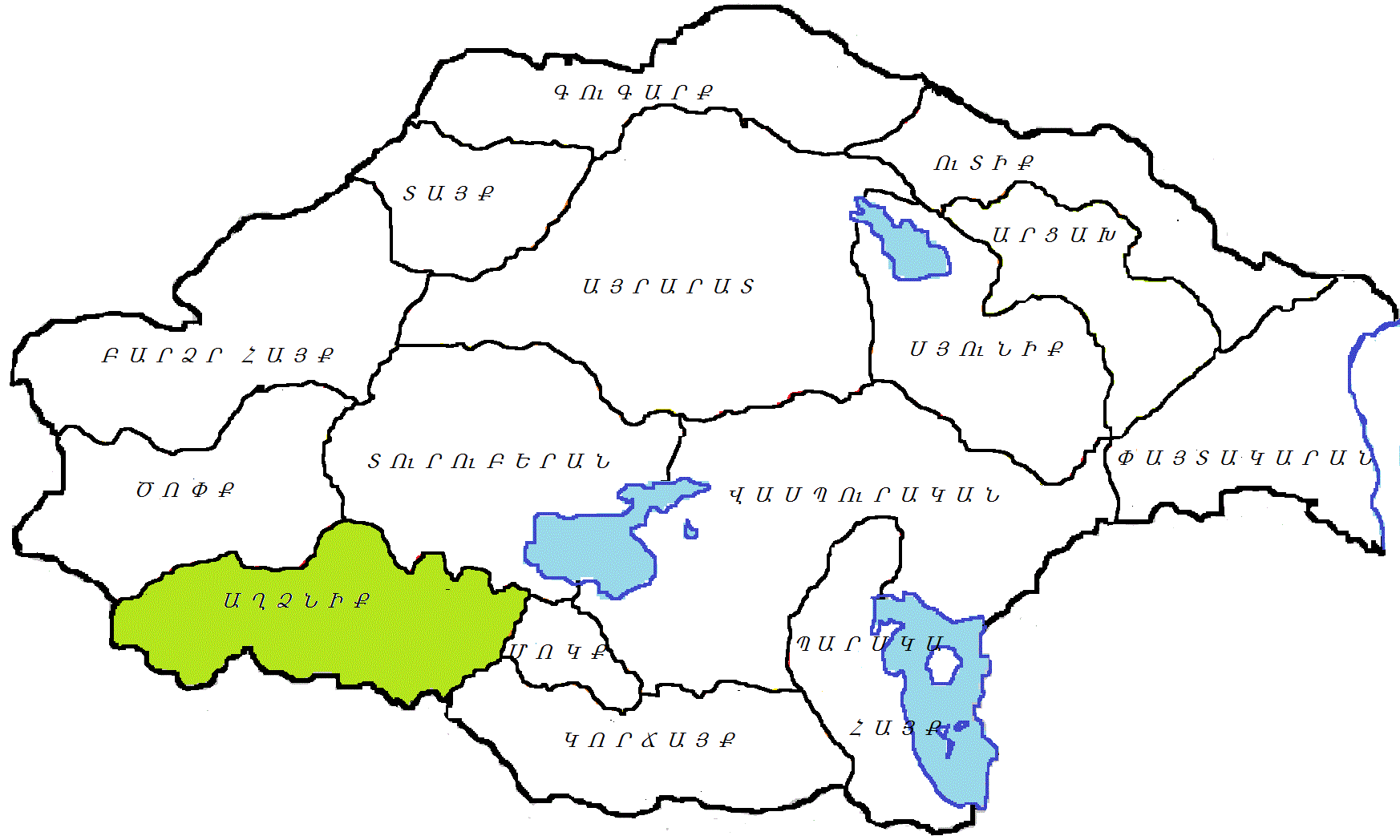
Расположение провинции Ахдзник на карте Великой Армении

Ахдзник, Алдзник, Арзанена (арм. Աղձնիք, др.-греч. Ἀρζανηνή) — ашхар (провинция, область) Великой Армении по среднему течению Тигра, севернее нынешнего г. Диярбакыра. В прошлом являлось царством Алзи или Алше. У греко-римских авторов Арзанена, (по городу Арзан). Находилась между Софеной (иначе «Четвёртой Арменией»), Турубераном, Мокком и Месопотамией. Именно здесь находилась столица Великой Армении — город Тигранакерт; областью управлял генерал-губернатор (бдешх) с титулом «великого бдешха». После первого раздела Армении (387) отошла к Персии, после раздела 591 г. — к Византии. После того как область отошла к последней, византийский император Маврикий выселил армян, часть из которых образовала колонию на Кипре  Площадь Алдзника составляла 17532 км², Армянский географ VII в. Анания Ширакаци описывает Алдзни следующим образом:
Агдзник, на реке Тигре, имеет 10 областей: 1. Арзен, 2. Неперкерт, 3. Кег, 4. Кетик, 5. Татик, 6. Азнуац-дзор, 7. Херхетс, 8. Гзез, 9. Санодзор, 10. Сасун. В этой области добываются: нефть, много железа, чернильный орех и птица дехзук.